# Натёкин, Владимир Никитович
Владимир Никитович Натёкин — советский хозяйственный и государственный деятель, лауреат Государственной премии СССР за выдающиеся достижения в труде.

## Биография
Родился в 1926 году в деревне Красно-Городище. Член КПСС.
Участник Великой Отечественной войны: командир стрелкового отделения 30-го стрелкового полка 102-й стрелковой дивизии 2-го Белорусского фронта
В 1946—1949 — курсант 64-го отдельного учебного танкового батальона 19-й гвардейской механизированной танковой дивизии
В 1950—1985 — строгальщик механического цеха № 6 Горьковского завода фрезерных станков / Горьковского станкостроительного производственного объединения Министерства станкостроительной и инструментальной промышленности СССР.
Личное задание девятой пятилетки Натёкин выполнил за 3 года и 8 месяцев. Внедренные им новшества обеспечили заводу экономию в 20 тыс. рублей за пять лет. В одном только 1976 году внес в фонд предприятия ещё 6,5 тыс. рублей экономии посредством рацпредложений и изобретений. Производительность его труда выросла по сравнению с 1975 г. на 21 %.
За инициативу в развитии соцсоревнования за наиболее эффективное освоение производственных мощностей был в составе коллектива удостоен Государственной премии СССР за выдающиеся достижения в труде 1976 года.
Умер после 1985 года в Нижнем Новгороде.

## Награды
- Орден Ленина (1982)
- Орден Отечественной войны I степени (06.04.1985)
- Орден Трудового Красного Знамени
- Орден Трудовой Славы III степени